# Åresjön
Åresjön är en sjö i Åre kommun i Jämtland och genomlöps av Indalsälven. Sjön är 19,2 meter djup, har en yta på 6,41 kvadratkilometer och befinner sig 372,2 meter över havet. Åresjön finns i Åreälven Natura 2000-område och skyddas av fågeldirektivet. Sjön avvattnas av vattendraget Indalsälven (Bodsjöströmmen).
Sjöns läge intill turistorten Åre medför popularitet året runt, och har gjort det ända sedan istravtävlingar arrangerades i Åre på 1920-talet. Vintertid bedrivs exempelvis isrally och snöskoterturer, som sommartid ersätts av exempelvis kajak och fiske.

## Delavrinningsområde
Åresjön ingår i delavrinningsområde (703258-136536) som SMHI kallar för Utloppet av Åresjön. Medelhöjden är 554 meter över havet och ytan är 50,51 kvadratkilometer. Räknas de 286 avrinningsområdena uppströms in blir den ackumulerade arean 2 608,73 kvadratkilometer. Indalsälven (Bodsjöströmmen) som avvattnar avrinningsområdet har biflödesordning 2, vilket innebär att vattnet flödar genom totalt 2 vattendrag innan det når havet efter 306 kilometer. Avrinningsområdet består mestadels av skog (51 procent) och kalfjäll (14 procent). Avrinningsområdet har 6,42 kvadratkilometer vattenytor vilket ger det en sjöprocent på 12,7 procent. Bebyggelsen i området täcker en yta av 1,65 kvadratkilometer eller 3 procent av avrinningsområdet.